# Route nationale 449
Pour les articles homonymes, voir Route 449.

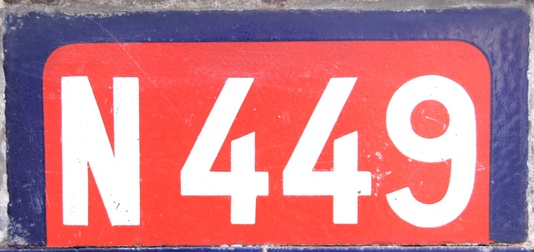
Cartouche de la N 449

La route nationale 449 ou RN 449 est une route nationale française reliant l'autoroute A 6 à Ris-Orangis.

## Itinéraire
- Échangeur entre RN 449, RN 104 et A6
- RD 91 : Évry-centre

## Historique
Auparavant, la RN 449 reliait Arpajon à Malesherbes. À la suite de la réforme de 1972, elle a été déclassée en RD 449 dans l'Essonne et en RD 949 dans le Loiret.
La RN 449 reliait aussi la RN 104 de la sortie 36 à la sortie 35. Cette section fait désormais partie de la RN 104.

## Ancien tracé d'Arpajon à Malesherbes
- Arpajon (km 0)
- Bouray-sur-Juine (km 9)
- La Ferté-Alais (km 16)
- Maisse (km 28)
- Malesherbes (km 43)